# Praenotanda
Praenotanda (dal latino: Prænotanda o Institutio generalis), è una parola arcaica che ha il significato di premesse generali. Questo termine è tuttora utilizzato nei documenti ufficiali della Santa Sede e in modo particolare nei libri del Rituale romano o del Pontificale Romano dove i «Praenotanda» illustrano lo svolgimento e il significato dei Riti, sia sotto l’aspetto liturgico che pastorale. Inoltre nei libri liturgici offrono oltre alla guida per la celebrazione, la cornice interpretativa dell’insieme e dei singoli riti.